# 橘花梨
橘 花梨（たちばな かりん、1993年9月30日 - ）は、日本の女優。元アイドル。
東京都東村山市出身。イトーカンパニーラッキーカムカム所属。

## 来歴
2008年、月刊オーディション「イトーカンパニー夏特オーディション」にて合格し、現事務所に所属。「牛乳に相談だ。」のCMにてデビューを果たす。
2009年 ZAK THE QUEENに出場。
デビュー10周年の誕生日、2018年9月30日に自ら企画・プロデュース・出演を行うカリンカというソロプロジェクトを立ち上げた。後にカリンカは改めてしっかり舞台と向き合う決意表明だったと語っている。
2022年7月13日、ファイナンシャルプランナー3級に合格した。
2022年から本格化した紙おしばいも、ライフワークとなっている。
2024年春のCoRich舞台芸術まつり!2024春において、同年2月から3月にかけて上演したカリンカの「エアスイミング」が最多クチコミ賞、共演した小口ふみかが演技賞を受賞した。
2024年9月30日、俳優の入江甚儀との結婚を発表した。

## 人物
- 出身高校は明星学園高等学校[要出典]。高校時代のクラブ活動はダンス部。
- 趣味はピアノ、お菓子作り（クッキー）[2]。
- 特技はダンス、妄想にふける事（恋愛的な事が多い）[2]。
- 身体的特徴は肌が白く、日焼けをするとすぐに赤くなる。
- 幼少の頃よりダンスを習っている
- 将来の夢は独特な雰囲気漂う女優になること。
- 日本入浴協会の検定に合格している。

### 嗜好
- 好きな食べ物はお菓子全般。嫌いな食べ物は食べ慣れない物。
- 好きな映画は『花とアリス』『恋空』
- 好きな漫画は『僕の地球を守って』。
- 好きな芸能人は上野樹里である。
- 三つ掛け持ちするほど、アルバイトが好き[9]。

## 出演

### 舞台
- enji第19回公演「すべて君に宛てた手紙」（2009年3月11日 - 29日、下北沢OFF・OFFシアター）
- 100LIFE（2010年4月23日 - 25日、前進座劇場）
- 劇団芋屋第9回公演「悪名高き治助の恋」（2010年8月18日 - 22日、萬劇場）
- ペンギンプルペイルパイルズ#16「ベルが鳴る前に」（2012年2月16日 - 22日、本多劇場）
- SHINOBU'S BRAIN IN THE SOUP HALF2「Weekly2 Re:verse」（2012年7月3日 - 8日、「劇」小劇場）
- K.B.S.Project act.11「SING!」（作・演出：山口喬司、2012年9月18日 - 23日、池袋 BIG TREE THEATER）
- SHINOBU'S BRAIN IN THE SOUP BOMB「DRUG STORE」（2013年1月7日 - 14日、吉祥寺シアター）
- ジーパンズ「飛ぶ金魚」（2013年6月13日 - 19日、銀座みゆき館劇場）
- 踊るOH!遊戯（2013年7月11日 - 15日、横浜相鉄本多劇場）
- ロリータ男爵「しのび足のカリン」（作・演出：田辺茂範、2014年2月5日 - 11日、下北沢OFF・OFFシアター）
- 「日本の劇」戯曲賞2013「家族の休日」（作：佐々木透/演出：内藤裕敬、2014年3月14日 - 19日、恵比寿・エコー劇場）
- はえぎわ「ハエのように舞い　牛は笑う」（作・演出：ノゾエ征爾、2014年8月24日 - 31日、東京芸術劇場シアターイースト）
- 劇団競泳水着「弄ばれて」（作・演出：上野友之、2014年9月17日 - 25日、スタジオ空洞）
- ミナモザ「みえない雲～Die Wolke～」（原作：グールトン・パウゼヴァンク/訳：高田ゆみ子/上演台本・演出：瀬戸山美咲、2014年12月10日 - 16日、シアタートラム）
- tokinoko presents「隣のきのこちゃん」（2015年2月5日 - 8日、上野ストアハウス）
- Mrs.fictions『再生ミセスフィクションズ「東京へつれてって」』（作：中嶋康太/演出：上野友之、2015年3月27日 - 30日、新宿シアターミラクル）
- 日本劇作家協会「月いちリーディング」（2015年5月30日）
- 水素74%「わたし～抱きしめてあげたい～」（作・演出：田川啓介、2015年6月27日 - 7月5日、三鷹市芸術センター・星のホール）
- くちびるの会「カイコ」（作・演出：山本タカ、2015年11月4日 - 10日、SPACE雑遊）
- メグルキカク「チョコレート戦争」（作・演出：名倉周、2016年2月10日 - 14日、八幡山ワーサルシアター）ヒロイン：ハナ 役
- tokinoko presents「隣のきのこちゃんpart.2プロポーズはオドローゼ～」（2016年3月9日 - 13日、シアターKASSAI）
- 劇団競泳水着「全　員　彼　氏」（脚本・演出：上野友之、2016年4月8日 - 17日、下北沢・小劇場B1）主演：かおり 役
- ブラシュカ「月ノ原中学校音楽準備室」（2016年4月30日、新宿シアターミラクル）
- くちびるの会「ケムリ少年、挿し絵の怪人」（作・演出：山本タカ、2016年6月3日 - 7日、吉祥寺シアター）
- 鴨リンピック2016「青木さん家の奥さん」（作：内藤裕敬/演出：荒谷清水、2016年8月18日 - 21日、SPACE雑遊/8月25日 - 28日、心斎橋ウイングフィールド）
- ? mizhen「夜明けに、月の手触りを」（作・演出 : 藤原佳奈、2016年10月5日 ｰ 11日、SPACE梟門）
- 水素74％ vol.７「外道の絆」（作・演出 : 田川啓介、2016年11月10日 ｰ 20日、アトリエ春風舎）
- トキノコプレゼンツ「隣のきのこちゃん Part３」（2016年12月28日 ｰ 2017年1月5日、池袋シアターKASSAI）
- 劇団PATHOS PACK Vol.18「合言葉」（作 : 宇梶剛士/演出 : 今奈良孝行、2017年2月15日 ｰ 19日、下北沢シアター711）
- 青蛾館「中国の不思議な役人～40th anniversary performance～」（作・寺山修司/演出 : 松村武、2017年3月17日 ｰ 22日、シアターウエスト）
- アナログスイッチ 第12回公演「愛でもないし、youでもなく、ジェイ。」（作・演出 : 佐藤慎哉、2017年4月16日 ｰ 30日、花まる学習会王子小劇場）
- ブラシュカpresents「そでふりあうも」（脚本 : 上野友之/演出 : 須貝英、2017年7月12日 ｰ 17日、新宿シアター・ブラッソ）
- 虚構の劇団 第13回公演『もうひとつの地球の歩き方〜How to walk on another Earth.〜』（作・演出：鴻上尚史、2018年1月19日 ｰ 28日、座・高円寺1・2月2日 ｰ 4日、ABCホール・10日 ｰ 11日、あかがねミュージアム あかがね座・15日 ｰ 18日、東京芸術劇場シアターウエスト）
- 雷ストレンジャーズ 演劇ジェット紀行 スウェーデン編「父」（脚本・演出：小山ゆうな、2018年3月7日 ｰ 11日、サンモールスタジオ） - ベルタ 役
- くちびるの会「逃げぬれて、夜」（作・演出：山本タカ、2018年4月19日 ｰ 23日、せんがわ劇場）
- ピヨピヨレボリューション「プロポーズ難民」（作・右手愛美/演出・匿名〇希望、2018年7月13日 ｰ 22日、吉祥寺シアター）
- △プロデュース「そして誰もいなくなった」（原作:アガサ・クリスティ/演出：須貝英、2018年9月14日 - 17日、高円寺アトリエファンファーレ） - ヴェラ・クレイソン 役
- アドリブ心理劇「レジスタンスイレブン」～ハロウィン守り抜け～（演出：なるせゆうせい、2018年10月6日 - 14日、コフレリオ新宿シアター）
- くちびるの会｢疾風のメ｣（演出：山本タカ、2019年、西条みつとし、岩崎う大、演出：倉本朋幸、2019年6月27日 - 30日、キンケロ・シアター）[10]
- TABACCHI「なるべく派手な服を着る」（脚本：土田英生、演出：戸田武臣、2019年8月28日 - 9月1日、小劇場B1）- 楠原梢 役
- タイマン「かなわない夢ガール」（脚本：齋藤陽介、演出：須貝英、2019年11月14日 - 17日、シアター風姿花伝）
- 演劇企画集団Jr.5「灰になる」（脚本・演出：小野健太郎、2020年3月18日 - 26日、下北沢小劇場B1）
- 劇団たいしゅう小説家「しあわせになりたい」（脚本・演出：Kei（堀江慶）、2020年6月24日 - 28日、萬劇場）
- TOKYO PLAYERS COLLECTION「IN HER TWENTIES 2020」（脚本・構成・演出：上野友之、2020年9月2日 - 7日、シアター風姿花伝）
- 「両国花錦闘士」（作・演出：青木豪、2020年12月5日 - 23日、明治座、2021年1月5日 - 13日、新歌舞伎座、17日 - 28日、博多座）[11]
- 劇団たいしゅう小説家「しあわせになりたい2021」（脚本・演出：Kei（堀江慶）、2021年3月24日 - 28日、萬劇場） - 牧子 役
- LUCKUP produce 「明日の朝、いつものように」（脚本・演出：中島庸介、2021年7月16日 - 25日、萬劇場）Cチーム - 山崎ユウキ 役、Dチーム - 志村ミオ 役
- TABACCHI「The Kitchen」（作：アーノルド・ウェスカー、翻訳：中西良介、演出：戸田武臣、2021年11月10日 - 15日、駅前劇場）
- Mo’xtra Archive『912・3R/3C・ス』「リバース，リバース，リバース！」（脚本・演出：須貝英、2021年12月15日 - 20日、APOCシアター）
- 劇団競泳水着「グレーな十人の娘」（作・演出：上野友之、2022年4月21日 - 29日、新宿シアタートップス）[12] - 五女 鈴木乃蒼 役
- LUCKUP produce『天の河原の川下で…』「Stay」（作・演出：トクダタクマ、2022年7月7日 - 10日、王子小劇場）
- くちびるの会「老獣のおたけび」（作・演出：山本タカ、2022年9月3日 - 11日、こまばアゴラ劇場）
- 果報プロデュース「あゆみ」（作・演出：柴幸男、2022年9月28日 - 10月2日、すみだパークシアター倉）
- LEGEND STAGE PRODUCE「夕-ゆう-」（脚本：宅間孝行、演出：田邊俊喜、2023年6月30日 - 7月9日、シアターサンモール） - 三上夕 役[13]
- ぽこぽこクラブ10周年記念公演「あいつをクビにするか 改訂版」（脚本：三上陽永、演出：千葉哲也、2023年8月17日 - 27日、新宿シアタートップス） - 香坂香織 役[14]
- ザ・プレイボーイズ「ハロー、妖怪探偵社」(作・演出：善雄善雄、2023年11月22日 - 28日、小劇場B1） - 九梨野瑤子 役[15]
- 原田軍団旗揚げ公演「決死のタックル」（2024年4月28日 - 30日、ニュー・サンナイ）[注釈 1][16]
- COCOON PRODUCTION 2024「ふくすけ 2024 -歌舞伎町黙示録-」（作・演出：松尾スズキ、2024年7月9日 - 8月26日、THEATER MILANO-Za 他）[17]
- アナログスイッチ 21st situation「寝不足の高杉晋作」（作・演出：佐藤慎哉、2024年11月13日 - 17日、新宿シアタートップス） - お雅 役[18][19]
- ムシラセ「なんかの味」（原作：小津安二郎、脚本・演出：保坂萌、2025年4月2日 - 9日、下北沢OFF・OFFシアター） - 平山迪子 役[20]
- 狂人なおもて往生をとぐ 〜昔、僕達は愛した〜（作：清水邦夫、演出：稲葉賀恵、2025年10月11日 - 18日〈予定〉、IMM THEATER） - めぐみ 役[21]

#### カリンカ
- vol.1「野蛮な気持ち」（作・演出：上野友之）「恋の放火魔」（作・演出：山本タカ、2018年12月14日 - 16日、Live space anima）
- vol.2「その美女、自覚なし!」（作・演出：佐藤慎哉、2019年9月26日 - 30日、シアター711）[22][23]
- vol.3「日記」（作・演出：石黒麻衣）、2023年2月22日 - 28日、 下北沢OFF・OFFシアター）[24][25][5]
- vol.4「エアスイミング」（作：シャーロット・ジョーンズ、演出：堀越涼、2024年2月28日 - 3月3日、小劇場楽園）[26][7] CoRich舞台芸術まつり!2024春最多クチコミ賞並びに演技賞（小口ふみか）受賞作[8]

#### 紙おしばい
- 「よふかしの国」（演出：山本タカ、2019年2月17日、吉祥寺シアター）
- おためし会「こだぬききょうだいの おつかい」（作・演出：山本タカ、2022年2月27日、吉祥寺シアター 稽古場）
  - 「こだぬききょうだいの おつかい」（作・演出：山本タカ、2022年6月18日 - 19日、吉祥寺シアター/2023年7月27日 - 30日、区民ひろば 池袋 目白 南池袋 豊成/2025年3月15日、たちかわ創造舎 B棟 2F ドレミ・ホール[27]他 全国各地）
- 「注文の多い料理店」（作：宮沢賢治、演出：山本タカ、2023年5月20日、富士山樹空の森/他 全国各地）[28]

#### 改稿サポートする輪
- 中川よしの『中の人』（2015年5月30日）
- ミムラサコ『夏の終わりの邂逅』（2023年7月22日、座・高円寺 地下3階 けいこ場2）

#### イベント
- ザ・アナログゲーム・ショウ（2023年9月21日、リアル脱出ゲーム原宿店）PLAYER[29]

### 映画
- うたかた（2008年12月公開）第4話「満つ雫」竜崎瑞希 役[30]
- そうなんだ（2009年2月公開[31]、監督：水藤友基）楠絵美 役
- 書道ガールズ!! わたしたちの甲子園（2010年5月公開）
- 高校デビュー（2011年、監督：英勉）
- ゲキアツ〜真夏のエチュード〜（2011年8月公開、監督：木村茂乃）竹内結 役
- リアル鬼ごっこ3（2012年5月12日公開、監督：安里麻里）ユミ 役
- 宇田川町で待っててよ。（2015年7月25日公開、監督：湯浅典子） 西沢ルミ 役
- テラ（ゲ）スハウス（2015年公開、監督：水藤友基） 松橋奈々未 役
- SHOOT X～霊撮ゲーム～（2018年5月13日公開、監督：阿部裕樹）

### ドラマ
- Six Days（携帯ドラマ：魔法のiらんど）
- 大魔神カノン 第6話（2010年5月7日、テレビ東京）
- 美男ですね 第2話（2011年7月22日、TBS）
- 連続ドラマW 罪と罰（2012年4月29日、WOWOW）
- 仮面ライダーフォーゼ 第36話（2012年5月20日、テレビ朝日）
- ヒガンバナ〜警視庁捜査七課〜 第2話（2016年1月20日、日本テレビ）- 宝田真由 役
- インビジブル 第6話（2022年5月20日、TBS）- 中根沢久美 役
- ペンディングトレイン-8時23分、明日 君と 第1話・第4話（2023年4月21日・5月12日、TBS） - 高倉千代美 役

### CM
- 牛乳に相談だ。 「牛乳相談室編」
- 三菱 コルトリミテッド（2009年6月 - 、北部地方限定）
- アステラス製薬 「スタートライン篇」（2009年10月 - ）
- 東京ガス 「安全TODAYガスメーター篇」（ラジオCM、2010年2月 - ）
- 森永乳業 MOW 「ガレージセール篇」（2011年6月 - ）
- ミスタードーナツ 「女子高生篇」（2012年1月 - ）
- ヤマダ電機（2013年1月）
- 三菱電機 「変える(2)」（2013年）
- 日本マクドナルド グラコロ
  - 「ねぇ、グラコろ！」篇（2023年12月1日 - ）
  - 「グラコロデリバリー」篇（2023年12月1日 - ）
- 開局60周年記念テレ東CM
  - 第2話「夫を殴りたい後編」篇（2024年4月12日 - ）
  - 第5話「おじさんはつまらない？」篇（2024年4月12日 - ）

### Web CM
- ファイザー製薬ショートムービー「ひとりのがんに、みんなの力を」
- キリンビール「スピードの出し過ぎが、原因でした。」篇（2019年）
- 佐野らーめん予備校（2020年）
- カワダ「kumi-tera(クミテラ)」（2021年）
- ナガセケムテックス
  - 「NAGASEといっしょ～易解体性接着剤編～」（2024年）
  - 「NAGASEといっしょ～ラバーライクレジン編～」（2025年）
  - 「NAGASEといっしょ～ゴム用フィルム接着剤_ゴム×異素材の接着を効率化！プライマーレス・無溶剤のゴム用フィルム型接着剤とは？～」（2025年）

### Web
- CoRich舞台芸術！チャンネル
  - 【オオイリ！】盛りだくさんの舞台芸術情報番組！（2021年11月8日 - ）コーナー「演劇を学ぼう！舞台芸術アカデミー」出演
  - 【劇トクッ！】（2021年11月1日 - ）MC 隔週出演

### Webドラマ
- 【#ぼくブツ】1億2000万円のRCマンションはいくら儲かるのか？（不動産投資ドラマ／第4話、2022年3月8日）
- 風俗嬢の送迎車（2025年1月16日 -、タテドラ） - みわ 役[32][33]

### テレビ（ドラマ以外）
- ドラえもん知識王No.1決定戦!ワイルドカード出場者は誰だ!?超ガチンコ事前予選SP（2014年7月26日、テレビ朝日）
- 痛快TV スカッとジャパン（2015年2月16日、フジテレビ）

### お笑い
- ドキッ！女だらけの落語大会（2018年6月17日、ネイキッドロフト）
- 独学落語学園 2年P組（2018年10月13日、笑や）
- 独学落語学園 3年Q組（2019年2月2日 - 3日、笑や）
- 独学落語学園 3年R組（2019年8月3日 - 4日、笑や）
- 安達健太郎と役者が漫才とトークするLIVE（2021年11月27日、池袋西口 GEKIBA）

### ミュ―ジックビデオ
- 徳永ゆうき「平成ドドンパ音頭」（2014年8月）

### イメージビデオ
- かりん党[34]（2012年9月7日、グラッソ）